# 변동걸
변동걸(卞東杰, 1948년 ~)은 제6대 울산지방법원장을 역임한 법조인이다.

## 생애
1948년에 경상북도 문경시 산양면에서 태어났다. 대광고등학교와 서울대학교 법학과를 졸업하고 1971년 제13회 사법시험에 합격하여 사법연수원 3기를 수료했다.
1977년 부산지방법원, 1979년 부산지방법원 진주지원, 1980년 수원지방법원 인천지원, 1982년 서울민사지방법원, 1984년 대구고등법원, 1985년 서울고등법원에서 판사를 하다가 1985년에 대법원 재판연구관을 거쳐 1988년 부장판사에 승진하면서 전주지방법원 부장판사에
임명된 이후 1991년과 1998년에 각각 2년과 1년씩 사법연수원 교수를 지냈던 기간을 제외하고는 1993년 서울형사지방법원, 1995년 부산고등법원 1996년 부산지방법원(수석부장판사), 1999년 서울고등법원, 2001년 서울지방법원(파산 수석부장판사). 2003년 9월 서울고등법원에서 부장판사로서 재판장을 하였다.
2004년 2월에 법원장으로 승진하여 울산지방법원장을 역임하였으며 2005년 2월에 임명된 서울중앙지방법원장 재직 중에 사법시험 후배가 대법관에 임명제청되면서 대법원장에게 사퇴의사를 밝히며 그해 10월에 법관 생활을 마무리하고 법무법인 화우 대표 변호사를 하였다.
2008년에는 한국도산법학회 회장을 4년동안 맡았으며 2010년부터 대한상사중재원 중재인으로 등록하였다.

## 주요 판결
- 서울형사지방법원 합의24부 재판장으로 재직하던 1993년 4월 15일에 1992년 10월 경기도 동두천시 미군 클럽 여종원 윤금이를 살해한 주한미군 2사단 소속 케네스 마클(21세) 이병에 대해 "다투다가 머리를 여러 차례 때려 숨지게 하고 몸에 콜라병과 우산대를 꽂고 세제를 뿌린 사실이 인정된다"며 살인죄를 적용해 구형대로 무기징역을 선고했다.[2] 8월 20일에 미스코리아 선발 부정과 관련해 구속된 한국일보 상무 김중기에게 징역2년6월 집행유예4년 추징금 9천만원, 마샬미용실 원장 하종순에게 징역1년6월 집행유예2년, 원장을 통해 상무에게 돈을 건넨 1993년 미스 엘칸토 윤혜진[3] 어머니에게 징역1년 집행유예2년을 선고하면서 1990년 미스코리아 진 서정민 어머니에 대해서는 돈을 건넨지 3년이 지나 공소시효 만료를 이유로 면소 판결했다.[4] 10월 8일에 거래업체로부터 거액의 뇌물을 받은 포항제철 황경로 회장에게 특가법 뇌물수수를 적용해 징역3년 집행유예4년 추징금 9200만원을 선고하면서 포항제철 전 부사장 유상부에게 징역5년 추징금 1억600만원을 선고했다.[5] 11월 19일에 율곡사업으로 진로건설 등 2개 건설업체로부터 1억8천만원의 뇌물을 받은 전 국방부 장관 이종구에 대해 "국방부 장관으로 거액의 뇌물을 받는 등 죄질이 나쁘지만 직무와의 직접 관련성이 미약하고 자수하는 등 반성의 빛이 뚜렷하다"는 이유로 특가법 뇌물죄를 적용해 징역3년 추징금 1억8천만원을 선고하면서 뇌물을 건넨 진로건설 회장에게 징역1년 집행유예2년을 선고했다.[6] 12월 20일에 김춘도 순경 사망 사건에 연루된 대학생의 특수공무집행방해 치사 혐의에 대해 "순경을 발로 차서 쓰러트리는 장면을 보았다는 목격자의 진술에 일관성이 없고 상식적으로 납득되지 않는다"는 이유로 무죄 선고하면서 시위에 참가한 부분에 대해 유죄로 인정해 집시법위반과 일반교통방해죄를 적용하여 징역1년 집행유예2년을 선고했다.[7]
- 부산고등법원 민사3부 재판장으로 재직하던 1995년 4월 21일에 가처분 절차를 밟지 않아 의뢰인에게 손해를 입힌 변호사에 대한 손해배상 청구 사건에서 원심을 깨고 "5700만원을 배상하라"고 했다.[8]